# Bojana Bobušić
Bojana Bobušić (Beograd, 2. listopada 1987.) je australska tenisačica srbijanskog podrijetla. U karijeri je osvojila 4 ITF turnira (jedan u pojedinačnoj i tri u konkurenciji parova).
Od Grand Slam turnira dvaput je - s pozivnicom organizatora - nastupila na Australian Openu, 2012. (poražena u 1. kolu od Angelique Kerber) i 2013. (poraz od Agnieszke Radwańske).

## Osvojeni turniri (1 ITF)
| Br. | Datum              | Turnir        | Suparnica u finalu | Rezultat |
| 1.  | 1. studenoga 2011. | Mount Gambier | Sung-Hee Han       | 6:3, 6:2 |

## Vanjske poveznice
- Profil na stranici WTA Toura (engl.)